# Garphyttan
Garphyttan è un'area urbana della Svezia situata nel comune di Örebro, contea di Halland.
La popolazione rilevata nel censimento 2010 era di 1 619 abitanti .